# Parcel·la permanent

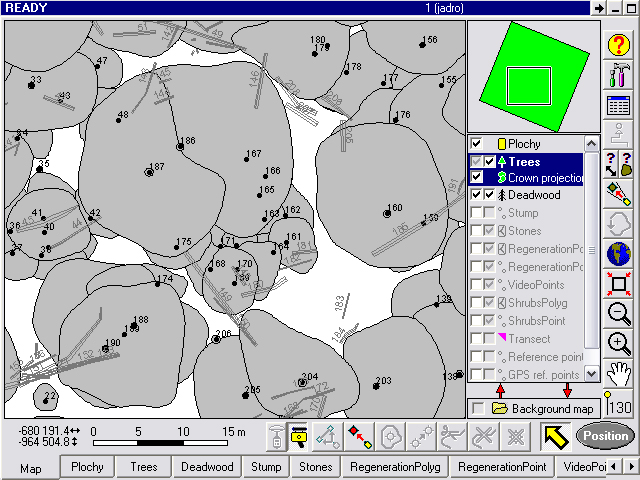
Cartografia dels arbres i les fustes mortes en una parcel·la permanent, efectuat per la tecnologia Field-Map

En fitosociologia una parcel·la permanent és una superfície limitada i localitzada amb precisió, 
en què els inventaris de vegetació (de vegades microfauna) es realitzen diverses vegades durant un període. La mida varia des d'uns pocs metres quadrats (fitosociologia), desenes m² (inventari forestal, REDD - Monitoratge, informe i verificació de la cobertura forestal) a 1 ha (per exemple, parcel·les de recerca CTFS).
Parcel·les temporals: són més ràpides d'implementar un inventari de parcel·les permanents, però no segueixen de manera contínua a la població (creixement, la transició cap al bosc ...).
Xarxa de parcel·les permanents: es tracta d'una xarxa de parcel·les que representen la variabilitat de la selva o de les dades que es recullen amb regularitat. Aquesta xarxa permet al gestor o gestor forestal fer un rastreig amb precisió del creixement i desenvolupament dels assentaments a llarg termini; mitjançant la comparació de les dades recollides en diverses dates.
Tipus de parcel·les:
- circular (amb diversos segments, l'elecció de diàmetre de l'arbre limitada)
- poligonal
- rectangular

Mida:
- fixa
- variable

Àrea:
- superfície de la parcel·la definida
- superfície de la parcel·la no definida, o parcel·la relascòpica